# Régulo Rico
Régulo Ramón Rico Lugo (* 30. März 1877 in Guatire; † 20. März 1960) war ein venezolanischer Komponist und Musikpädagoge.
Rico erhielt ab dem zwölften Lebensjahr Unterricht von Demetrio Farías und Enrique León sowie von Francisco Mújica Toro. Im Alter von siebzehn Jahren wurde er Kapellmeister an der Iglesia Santa Cruz de Pacairigua von Guatire.  1901 gründete er das Orquesta La Sociedad Filarmónica, 1928 die Estudiantina Santa Cecilia. Daneben wirkte er als Lehrer an der Escuela Municipal.
Rico prägte als Lehrer eine ganze Generation venezolanischer Musiker und Musikpädagogen, darunter Vicente Emilio Sojo und Francisco Palacios.
Rico komponierte überwiegend kirchenmusikalische Werke, darunter Messen, Motetten und Hymnen, außerdem auch Sinfonien, Lieder und Walzer.